# Lindy Correia
Lindinalva Maria Correia (28 de fevereiro de 1989), popularmente conhecida como Pintinho ou Lindy Correia, é uma jogadora de futebol de areia, futebol de campo, futebol society e futsal brasileira.

## Biografia e carreira
Correia venceu cinco vezes os Jogos Universitários Brasileiros de Praia defendendo a UniNassau. Em 2020, ela foi campeã da Taça Pernambucana de Futebol 7 defendendo o Santa Cruz Futebol Clube.
Em agosto de 2021, houve a realização da Copa Intercontinental na Rússia onde Pintinho integrou a Seleção Brasileira de Futebol de Areia Feminino que conquistou o seu primeiro título na história. A equipe venceu os dois primeiros jogos do quadrangular contra Espanha e Estados Unidos da América, e, mesmo perdendo o jogo contra a Rússia, elas conquistaram a taça. Ainda em 2021, ela foi campeã da Copa Pernambuco de Futebol de Areia e ficou em terceiro lugar no pódio da Copa do Brasil, que aconteceu no Recife, sendo que ela foi a artilheira do campeonato com nove gols atuando pelo Instituto Geração 4. No Instituto Geração 4, ela trabalha como treinadora no futebol de areia e no futebol 7. A atleta representa o Sport Club do Recife futebol de areia, no futebol de campo e no futsal.